# Commonwealth Bank Tennis Classic 2007
Il Commonwealth Bank Tennis Classic 2007 è stato un torneo di tennis femminile giocato sul cemento. È stata la 13ª edizione del Commonwealth Bank Tennis Classic, che fa parte della categoria Tier III nell'ambito del WTA Tour 2007. Si è giocato al Grand Hyatt Bali di Bali, in Indonesia,dal 10 al 16 settembre 2007.

## Campionesse

### Singolare
Lindsay Davenport ha battuto in finale  Daniela Hantuchová con il punteggio di 6–4, 3–6, 6–2

### Doppio
Sun Shengnan /  Ji Chunmei hanno battuto in finale  Jill Craybas /  Natalie Grandin con il punteggio di 6–3, 6–2